# ステファヌ・グベール
ステファヌ・グベール（Stéphane Goubert、1970年3月13日 - ）は、フランス、モンペリエ出身の自転車競技（ロードレース）選手。

## 経歴
1994年にプロ転向。
ツール・ド・フランスでは、出場した年度において、全て完走を果たしている。1999年、友人であるリシャール・ヴィランクの誘いを受け、ヴィランクが在籍することになったポルティに移籍したが、この年、ツール・ド・フランス初出場を果たした。

### ツール・ド・フランス
- 1999 : 74位
- 2001 : 31位
- 2002 : 17位
- 2003 : 31位
- 2004 : 20位
- 2005 : 34位
- 2006 : 37位
- 2007 : 27位
- 2008 : 21位
- 2009 : 16位

### ブエルタ・ア・エスパーニャ
- 2004 : 途中棄権
- 2006 : 29位
- 2007 : 13位